# Типтон (Калифорнија)
Типтон (енгл. Tipton) насељено је место без административног статуса у америчкој савезној држави Калифорнија.

## Демографија
По попису из 2010. године број становника је 2.543, што је 753 (42,1%) становника више него 2000. године.
| Група             | 2000.         | 2010.         |
| Белци             | 443 (24,7%)   | 373 (14,7%)   |
| Афроамериканци    | 3 (0,2%)      | 3 (0,1%)      |
| Азијати           | 8 (0,4%)      | 9 (0,4%)      |
| Хиспаноамериканци | 1.212 (67,7%) | 2.147 (84,4%) |
| Укупно            | 1.790         | 2.543         |